# Estasi culinarie
Estasi culinarie (Une gourmandise) è un  romanzo della scrittrice francese Muriel Barbery. Pubblicato nel 2000, precede di sei anni L'eleganza del riccio, opera che ha consacrato l'autrice al successo mondiale.

## Trama
Monsieur Arthens, il più grande critico gastronomico del mondo, è in punto di morte. Ad abbandonarlo è il cuore, organo che, probabilmente, aveva messo in gioco troppo poche volte nella vita. Odiato dai figli e amato da una moglie sempre ignorata, nelle ultime ore della sua esistenza, dal letto della sua lussuosa abitazione, cerca disperatamente nei cassetti della memoria l'unico sapore che vorrebbe assaggiare di nuovo prima di morire. E così riemergono ricordi di sontuosi banchetti, di cibo sublime, di sapori rudi e primitivi, di sentimenti contrastanti, che restituiscono, da un lato, l'immagine di un uomo potente, cinico, sprezzante, specchio della ricca borghesia che, cieca nella sua arroganza, fallisce inesorabilmente sul piano dei rapporti umani; dall'altro, un esteta del gusto che, attraverso il suo percorso culinario, dall'infanzia alla maturità, apre al lettore una visione sul mondo della cucina, che assurge a ruolo di esperienza culturale.

## Ambientazione
Parigi, dal signorile palazzo di rue de Grenelle, reso poi famoso da "L'eleganza del riccio", ha inizio il viaggio dei ricordi di Monsieur Arthens e di coloro che circondano, fisicamente o mentalmente, il suo letto di morte. Dalla Francia alla Grecia, da Tangeri a Rabat a San Francisco, luoghi dell'infanzia e della maturità, che fanno da cornice a sentimenti contrastanti dei familiari del cinico e potente gastronomo, ma soprattutto fanno da ambientazione  alla sua affannosa ricerca dell'ultimo sapore.

## Edizioni
- Muriel Barbery, 2000 by Editions Gallimard, Parigi
- Muriel Barbery, 2008 by Edizioni e/o, Roma